# Ionische Zee
De Ionische Zee, (Grieks: Ιόνιο Πέλαγος, Ionio Pelagos; Italiaans: Mar Ionico of Mar Ionio; Albanees: Deti Jon, 'Onze Zee') is de zee ten zuidoosten van de laars van Italië, ten oosten van Sicilië, ten zuidwesten van Albanië en ten westen van Griekenland. Het Kanaal van Otranto vormt aan de noordkant de doorgang naar de Adriatische Zee. De Straat van Messina is de verbinding met de Tyrreense Zee in het westen, in het zuiden ligt de Libische Zee en ten oosten ligt de Egeïsche Zee. Al deze zeeën maken deel uit van de Middellandse Zee.
De Ionische Eilanden die aan de oostkant in deze zee liggen, behoren tot Griekenland. Korfoe, Lefkas, Ithaka, Kefalonia, en Zakynthos behoren tot deze eilanden.
De streek Ionië uit de klassieke oudheid grensde juist niet aan de Ionische Zee, want deze streek lag in Klein-Azië. Voor veel omringende volken was een variant van Ioniër synoniem voor Grieks. Dit kan een verklaring voor de naam van deze zee zijn.

## Mythologische herkomst van de naam
De naam Ionische Zee komt uit de Griekse mythologie.
Er was eens een mooie nimf, Io, die als dienstmaagd bij Hera in dienst trad. Zij was werkelijk beeldschoon en Zeus kreeg al snel een oogje op haar. Hera, die wel doorhad dat Io een mooie vrouw was, werd langzaamaan jaloers. Om Io te beschermen tegen Hera's jaloezie toverde Zeus haar in een koe om, maar Hera had dit door. Zeus moest haar de koe als geschenk cadeau doen, waarop zij de koe weer aan de herder Argos gaf. Argos was een reus met honderd ogen en zelfs als hij sliep had hij nog twee ogen over om de wacht te houden over zijn kudde.
Ondanks deze tegenslag ging Zeus niet bij de pakken neer zitten, maar in plaats daarvan gaf hij de slimme Hermes opdracht om Io te bevrijden. Hermes, die een verzoek van de oppergod niet in de wind kon slaan, toog op weg naar Nemea, de stad waar Argos Io 'gevangen' hield. Hermes speelde na een kort praatje met Argos een deuntje op zijn fluit, zo slaapverwekkend dat zelfs de laatste twee ogen van Argos in slaap vielen. Hermes hakte toen het hoofd van Argos af en bevrijdde Io. Toen Hera dit bemerkte stuurde zij een horzel, die de arme koe op hol deed slaan. Io rende door het hele land tot zij ten slotte bij Epirus in zee sprong, de zee die later ook de Ionische Zee werd genoemd. Zeus gaf in Egypte Io haar normale gedaante weer terug. Het dode lichaam van Argos bleef ook niet onaangetast: Hera pakte alle honderd ogen en strooide die over de staart van haar lievelingspauw heen.